# Žutice
Žutice (Servisch cyrillisch: Жутице) is een plaats in de Servische gemeente  Raška. De plaats telt 224 inwoners (2002).